# Janus cynosbati
Janus cynosbati är en stekelart som först beskrevs av Carl von Linné 1758.  Janus cynosbati ingår i släktet Janus, och familjen halmsteklar. Arten är reproducerande i Sverige.